# Свети Никола (Върбен)
„Свети Никола“ (на македонска литературна норма: „Свети Никола“) е възрожденска църква в село Върбен, част от Дебърско-Кичевската епархия на Македонската православна църква – Охридска архиепископия.
В църквата работи дебърският майстор зографът Йосиф Мажовски, както се разбира от надписа в храма: „Жівописецъ Смиреніи Іѡсифъ Радиѡновичъ ѿ Мала река с. Лазарополе“. В нея твори и друг виден дебърски зограф - Данаил Несторов.